# 日下部氏
日下部氏（くさかべうじ）は、日本の氏族のひとつ。家紋は三ッ盛木瓜、蔦、三つ銀杏。

## 起源
地域
「くさかべ」は部民制や朝臣姓の氏のひとつであり、日部、＃部（＃は「日」の下に「下」）、日下部、草香部、草部、草加部、草下部、草壁、苅部、早部、久坂部、などの表記がある。名前の分布は日向国、 淡路国、丹国、和泉国、陸奥国、大宰府日下部氏、豊後国日下部連、筑後国草壁氏、河内国草刈部氏（尾張国日下部氏の祖先と言われる）、伊予国草部氏など、筑紫島から東北地方に渡り、犬養部の氏も同祖であるとされている。
起源
起源にはいくつかの系統がある。
1. 饒速日命の孫・彦湯支命（比古由支命）の後裔。物部氏の一族。
2. 火闌降命（薩摩国の隼人族の祖）の後裔で、犬養部と同祖の氏。
3. 開化天皇の皇子日子坐王の後裔。因幡国で朝臣姓「草香部」を名乗った[2][注釈 1]。
4. 開化天皇の孫・山代之大筒木真若王（彦坐王の子）に始まる、但遅麻国造族の日下部君（『古事記』、『大日本史』）。
5. 開化天皇の孫・狭穂彦王（彦坐王の子）に始まる、甲斐国造族の日下部直、河内の日下部連。
6. 仁徳天皇の皇子である大草香（おおくさか）皇子の後。
7. 孝徳天皇の孫・表米親王（日下部表米）に始まる、日下部宿禰の後裔（『 朝倉始末記』）[2]。
8. 大彦命の子・紐結命に始まる日下連。
9. 若多祁命の子・田狭乃直に始まる伊豆国造族の日下部直。
10. 天日和伎命の6世孫・保都祢命の末裔の日下部首。

3・4・5の系統はいずれも彦坐王の後裔とされている。また山代之大筒木真若王後裔説と孝徳天皇後裔説のどちらも表米以降の系譜はほぼ同じであるが、部民制度の成立を考えた場合にとくに7の孝徳天皇後裔説は疑問点が多いとされる。
また、雄略天皇の皇后であり仁徳天皇の皇女でもある草香幡梭姫が生活する資用に充てられた料地の管理等に携わった部民が、この皇后の名に因む（いわゆる名代部）とする説がある。そして、この部民は各地に配置されて屯田兵のような軍事集団の性格を持つものでもあったとされる。
くさかべ（日下部）の表記は、和歌の枕詞、「日の下の草香（ひのもと の くさか）」より生じた表記と言われる。同様の表記には「長谷の泊瀬」、「春日の滓鹿」、「飛ぶ鳥の明日香」などがある。